# 대구경북경제자유구역청
대구경북경제자유구역청(大邱慶北經濟自由區域廳, Daegu Gyeongbuk Free Economic Zone Authority, DGFEZA)은 동북아 지식기반 제조업과 지식기반 서비스업의 허브를 구축하기 위하여 설립된 지방자치단체조합으로 3년 임기의 대구경북경제자유구역청장은 대구광역시장과 경상북도지사가 번갈아가며 임명하는 1급 상당(지방관리관 또는 지방전임계약직 1호)의 지방공무원으로 보한다. 대구광역시 중구 달구벌대로 2095(덕산동 110) 삼성금융프라자 20층, 21층, 26층에 위치하고 있었으나 2012년 6월 20일 대구광역시 동구 동대구로 489(신천동 89-6번지) 대구무역회관 15층, 16층, 17층, 18층으로 청사를 이전하였고, 2015년 9월 대구광역시 동구 봉무동 대구텍스타일콤플렉스 5층, 6층으로 청사를 재이전 하였다.

## 설립 근거
- 경제자유구역의 지정 및 운영에 관한 법률

## 연혁
- 2008년 8월 13일 대구경북경제자유구역청 개청[3]

## 조직

### 대구경북경제자유구역청장

#### 투자유치자문관
- 공보관

#### 행정개발본부

##### 기획총무부
- 기획예산과
- 총무과

##### 개발1부
- 개발행정과
- 테크노폴리스개발과
- 문화의료지구개발과

##### 개발2부
- 민원행정과
- 융합하이테크지구개발과
- 디지털학원지구개발과

#### 투자유치본부

##### 유치정책실
- 유치정책팀
- 전략지원T/F

##### 유치1실
- 테크노폴리스팀
- 문화의료팀

##### 유치2실
- 융합산업팀
- 디지털학원팀
- 하이테크팀

## 소속기관
- 서울사무소

## 역대 청장
- 1대 박인철 (2008년 7월 31일~2011년 7월 30일)
- 2대 최병록 (2011년 7월 31일~2014년 7월 30일)
- 3대 도건우 (2014년 10월 17일~2017년 7월 31일)
- 4대 이인선 (2017년 10월 27일~2020년 1월 6일)
- 5대 최삼룡 (2020년 7월 10일~2023년 6월 30일)
- 6대 김병삼 (2023년 7월 1일~)

## 사건·사고 및 논란

### 대구광역시청과 경상북도청 간 갈등
시와 도가 3년 임기의 청장 및 투자유치본부장 임명권을 번갈아 행사하면서 사업 주도권을 둘러싼 갈등이 빚어지고 있다. 3년간(2008년 8월~2011년 7월) 경상북도청은 "대구광역시청이 임명한 전임 청장 시절 경북도 성과가 미약했다"며 "전임 청장과 대구광역시청이 대구 위주 사업을 진행했기 때문"이라고 비판해 왔다.
하지만 경상북도청이 신임 청장(2011년 8월~2014년 7월) 임명권을 행사하면서 상황은 180도 급변했다. 경상북도청은 신임 청장에게 "미진한 경북권역 사업의 성과를 내달라"고 강하게 주문하고 있다.
이에 대해 지역경제계 한 인사는 "나눠먹기식 조직 구조로 대구경북 시너지 효과를 전혀 내지 못하고 있다"며 "행정 구역이 아닌 기능 중심의 특별지자체 권한을 부여해 대구경북경제자유구역청의 인사 및 재정 독립성을 꾀할 필요가 있다"고 말했다.